# پاول بلوبل
پاول بلوبل (به آلمانی: Paul Blobel) (زاده ۱۳ اوت ۱۸۹۴ – مرگ ۷ ژوئن ۱۹۵۱) سن :۵۷ سال _یک نظامی آلمانی در دوره رایش سوم بود. او یکی از فرماندهان گروه‌های اقدام ویژه در اوکراین بود و در اواخر سپتامبر ۱۹۴۱، ۳۳٬۷۷۱ یهودی را در بابی یار به قتل رساند.

## اوایل زندگی
وی در شهر پوتسدام زاده شد. در جنگ جهانی اول جنگید و موفق به دریافت صلیب آهنین شد. پس از جنگ در دانشگاه معماری خواند و از سال ۱۹۲۴ تا زمان از دست دادن کارش در سال ۱۹۳۱ به همین حرفه اشتغال داشت. وی در اول دسامبر سال ۱۹۳۱ به حزب نازی، اس‌آ و اس‌اس پیوست.

## فعالیت در اس‌اس
وی در سال ۱۹۳۳ به نیروهای پلیس دوسلدورف پیوست. در ژوئن سال ۱۹۳۴ به اس دی پیوست. در سال ۱۹۴۱ فرمانده گروه زوندرکوماندو 4a از نیروهای C اقدام ویژه شد که همزمان و با پیشروی نیروهای ورماخت در اوکراین فعالیت می‌کرد. در اوت همان سال تصمیم به ساخت یک گتو در شهر ژیتومیر گرفت و ۳٬۰۰۰ یهودی را به آن‌جا فرستاد. این افراد یک ماه بعد از آن به‌قتل رسیدند. در دهم و یازهم اوت وی از فریدریش یکلن (و او هم از آدولف هیتلر) دستور گرفت تا کل جمعیت یهودی ساکن در آن مناطق را نابود کند. در ۲۲ اوت زوندرکوماندو زنان و کودکان یهودی را در بیلا تسرکفا قتل‌عام کرد.
بلوبل در ادامه کشتارها، و در اواخر سپتامبر ۱۹۴۱، ۳۳٬۷۷۱ یهودی را در بابی یار به قتل رساند. وی در نوامبر همان سال اولین ون‌های گاز را در شهر پولتاوا به‌راه انداخت.
بلوبل در ۱۳ ژانویه ۱۹۴۲ به دلایل پزشکی و سلامتی از سمت فرماندهی کنار گذاشته شد.
وی در ژوئن ۱۹۴۲ مأمور به انجام دستور ویژه ۱۰۰۵ شد که مربوط به از بین بردن تمامی شواهد مدارک بی‌رحمی نازی‌ها در شرق اروپا بود. این کار شامل نبش قبر تمامی گورهای دسته‌جمعی و سپس سوزاندن تمامی اجساد بود.
وی در اکتبر ۱۹۴۴ فرمانده یک گروه ضد پارتیزانی در یوگسلاوی شد.

## پس از جنگ
وی در دادگاه آینزاتس‌گروپن متهم به انجام ۵۹٬۰۱۸ مورد قتل شد؛ گرچه خود او بین ۱۰٬۰۰۰ تا ۱۵٬۰۰۰ مورد از آن را پذیرفت. در این دادگاه به مرگ محکوم شد و در اندکی پس از نیمه شب ۷ ژوئن ۱۹۵۱ در در زندان لاندسبرگ به‌دار آویخته شد.